# Samsung Galaxy S4 Active
O Samsung Galaxy S4 Active é um smartphone Android produzido pela Samsung Electronics e lançado em junho de 2013. Como variante do Samsung Galaxy S4, o S4 Active contém especificações semelhantes, mas também possui proteção contra água e poeira projetada em torno das especificações IP67, junto com um design mais robusto. O Galaxy S4 Active foi sucedido pelo S5 Active.

## Lançamento
O S4 Active foi lançado pela primeira vez nos Estados Unidos pela AT&T em 21 de junho de 2013 nas cores "Dive Blue" e "Urban Grey", seu número de modelo é SGH-i537. Uma versão internacional do S4 Active foi lançada no terceiro trimestre de 2013, seu número de modelo é GT-I9295.

## Especificações
O S4 Active herda a maioria de seus componentes de hardware do S4, incluindo um processador quad-core Snapdragon 600 idêntico, 2 GB de RAM e uma tela 1080p de 5 polegadas. No entanto, sua tela é uma tela LCD TFT e usa Gorilla Glass 2 em vez do Super AMOLED e Gorilla Glass 3 do S4, e o S4 Active usa uma câmera traseira de 8 megapixels em vez da câmera traseira de 13 megapixels do S4. Seu design de hardware é semelhante ao S4, exceto que é um pouco mais grosso, possui rebites metálicos, inclui abas para cobrir as portas quando não estiver em uso e usa três teclas de navegação física em vez de uma tecla inicial física e teclas capacitivas de voltar/menu como o S4. O S4 Active foi projetado de acordo com as especificações IP67, o que significa que pode suportar até 30 minutos debaixo d'água a uma profundidade máxima de 1 metro (3,3 pés) e também é resistente à poeira. O S4 Active foi lançado com software semelhante ao S4, Android 4.2.2 "Jelly Bean" com TouchWiz. O software da câmera substitui o modo “Dual Shot” por um “Aqua Mode” projetado para tirar fotos debaixo d'água, que desativa a tela sensível ao toque e usa as teclas de volume como obturador.
Uma atualização para Android 4.4.2 "KitKat" foi lançada para o modelo AT&T em abril de 2014, embora a implantação tenha sido temporariamente interrompida até junho de 2014 devido a problemas técnicos. A versão internacional recebeu sua atualização KitKat no final de maio de 2014. Em abril de 2015, o S4 Active foi atualizado para Android 5.0.1 "Lollipop".

## Recepção
O Engadget foi positivo em sua análise do S4 Active, observando que o S4 Active tinha uma aparência mais "sofisticada" do que o S4 normal, tinha uma sensação mais confortável devido à sua construção mais espessa e que seus botões eram "definitivamente superiores" do ponto de vista da usabilidade. Porém, também foram notadas regressões do S4, como a menor qualidade de exibição em comparação ao Super AMOLED.